# Legalidade da cocaína

Mapa do status legal da cocaína no mundo.Azul escuro - Legal (permitido portar menos de meio grama)
Azul claro - Legal (uso médico)
Amarelo - Despenalizado
Vermelho - Ilegal
Cinza - Sem dados

A cocaína é uma droga cuja produção, distribuição e venda é restringida e/ou ilegal na maioria das jurisdições pelo mundo.

## África
- África do Sul: O porte e venda de cocaína para uso recreativo são ilegais. [1]
- Nigéria: O uso, porte e venda de cocaína são ilegais.[2]

## América
- Argentina: O consumo, porte, produção e venda de cocaína são ilegais. No entanto, o consumo e porte de folhas de coca in natura para mastigação e chás é legal.[3]
- Belize: O porte, produção e venda de cocaína são ilegais. O consumo é penalizado com medidas socioeducativas. [4]
- Bolívia: O cultivo de coca para uso medicinal e ritualístico das folhas in natura é legal. A venda, porte e refinamento de cocaína são ilegais; o uso é penalizado com medidas socioeducativas.[5]
- Brasil: O porte, produção e venda de cocaína são ilegais. O consumo e produção para uso pessoal são penalizados com medidas socioeducativas.[6]
- Canadá: O porte e venda de cocaína são ilegais.[7]
- Colômbia: O porte de até um grama de cocaína é legal. A venda e produção em quantidades que excedam um grama permanecem ilegais.[8]
- Cuba: O consumo, porte, produção e venda são ilegais.[9]
- Estados Unidos: O porte e venda de cocaína são ilegais. [10]
- Haiti: O consumo, porte, produção e venda são ilegais. [11] [12]
- México: O porte e venda de até 500mg de cocaína é legal. [13]
- Peru: O cultivo de coca é legal, assim como o consumo e o porte [nota 1]de até 2 gramas, no caso da cocaína refinada, e de 5 gramas para a pasta básica. [14]

## Ásia
- Arábia Saudita: O consumo, porte, produção e venda de cocaína são ilegais e são considerados crimes graves cujo infrator recebe a pena de morte. [15]
- China: O consumo, porte, produção e venda de cocaína são ilegais. [16]
- Japão: O porte, produção e venda de cocaína para uso recreativo são ilegais. O consumo é penalizado com medidas socioeducativas.[17]

## Europa
- Alemanha: O porte e venda de cocaína para uso recreativo é ilegal, mas a droga é usada com fins medicinais. O consumo pode ser penalizado com a proibição ao indivíduo de dirigir qualquer tipo de veículo. [18]
- Países Baixos: O porte, produção e venda de cocaína são ilegais. No entanto, o porte de quantidades inferiores a um grama, ainda que ilegais, não são penalizados. [19]
- Portugal: . O consumo pessoal é legal, mas em quantidades abusivas pode ser penalizado com medidas socioeducativas.[18]
- Reino Unido: O porte e venda de cocaína para uso recreativo são ilegais. [18]
- Chéquia: O porte, produção e venda de cocaína em quantidades que excedem um grama são ilegais. [18]
- Suíça : O porte e venda de cocaína são ilegais. O consumo pessoal é penalizado por multa. [18]

## Oceania
- Austrália: O consumo, porte e venda de cocaína para uso recreativo são ilegais. O uso medicinal é legal em determinadas partes do país.[20]
- Nova Zelândia: O porte e venda de cocaína para uso recreativo são ilegais.[21]